# Cacaopera jezik
Cacaopera jezik (ISO 639-3: ccr), izumrli jezik Cacaopera Indijanaca koji se nekada govorio na području salvadorskog departmana Morazán. Sličan je jeziku matagalpa [mtn] iz Nikaragve s kojim pripada porodici misumalpan.
Godine 1974. svega nekoliko staraca još se sjećalo nekoliko riječi i fraza, ali nijedna osoba nije ga više znala govoriti.

## Vanjske poveznice
- Ethnologue (14th)
- Ethnologue (15th)